# Luis García Conde
Luis García Conde (Toledo, 24 d'abril de 1979) és un futbolista castellanomanxec, que juga com a porter.

## Trajectòria esportiva
Es va iniciar al filial de l'Atlètic de Madrid. Després de jugar amb el Xerez CD i el CD Numancia, a la temporada 04/05 debuta a la màxima categoria amb el Reial Saragossa. En principi anava a ser el porter reserva, però la retirada de Laínez li van donar la titularitat, tot jugant 37 partits.
A l'any següent fitxa pel Getafe CF. Comença sent el porter titular, però l'arribada de l'argentí Abbondazieri el relega a la suplència i a les aparicions a la Copa del Rei. Seria cedit al Celta de Vigo, on no arribaria a jugar, i al CD Tenerife. El 2009, l'equip canari va fer servir l'opció de compra i va fitxar el castellanomanxec.